# Matthew Stewart, 2. grof od Lennoxa
Matthew Stewart, 2. grof od Lennoxa (1460. – 9. rujna 1513. u bitci kod Floddena) bio je istaknuti škotski plemić. Stewart je bio sin Johna Stewarta, 1. grofa od Lennoxa i Margaret Montgomerie, kćeri Alexandera, gospodara od Montgomerieja. 
Prvu ženidbu sklopio je 13. lipnja 1490. s Margaret Lyle, koja je bila kći Roberta Lylea, lorda Lylea, a drugu 9. travnja 1494., s Elizabeth Hamilton, čiji su roditelji bili James Hamilton, 1. lord Hamilton i škotska princeza Mary Stewart, kći kralja Jakova II.
Matthew i Elizabeth imali su šestero djece:
- Mungo Stewart
- Agnes Stewart
- John Stewart, 3. grof od Lennoxa
- Margaret Stewart
- Elizabeth Stewart
- Catherine Stewart.

Bio je lord prepozit Glasgowa 1497., te ponovno od 1509. do 1513.